# Laliderer Falk
Le Laliderer Falk est une montagne culminant à 2 427 m d'altitude dans le massif des Karwendel en Autriche.

## Géographie
Le Laliderer Falk est le plus haut sommet du Falkengruppe.

## Ascension
La voie normale part de la Laliderer Tal à travers le Blausteigkar et le Sprungrinne ; elle est d'une difficulté niveau 2.